# Chavalit Yongchaiyudh
Chavalit Yongchaiyudh (en tailandés: ชวลิต ยงใจยุทธ). (Bangkok, 15 de mayo de 1932). Político y militar de Tailandia.
Se formó en la Real Academia Militar de Chulachomklao. En 1964 continuó sus estudios en Fort Leavenworth, Estados Unidos. De 1986 a 1990 fue Comandante en Jefe del Real Ejército Tailandés.
En su carrera política fue Ministro de Defensa, Ministro del Interior, Ministro de Trabajo y Bienestar Social. Vice primer ministro desde el 14 de julio de 1994 -y Ministro de Defensa al mismo tiempo desde el 17 de julio de 1995-. El 6 de noviembre de 1997, con la renuncia de Banharn Silpa-Archa a consecuencia de la crisis económica asiática, se convirtió en primer ministro. Le sucedió en diciembre Chuan Leekpai.
En el gobierno de Somchai Wongsawat, fue nombrado vice primer ministro, si bien dimitió de su cargo el mismo 7 de octubre de 2008 por no compartir la dureza de la represión contra los manifestantes de la Alianza Popular por la Democracia que se saldó con dos muertos y centenares de heridos cuando los manifestantes fueron disueltos por la policía al ocupar los accesos al Parlamento e impedir la toma de posesión del primer ministro.